# Foyle

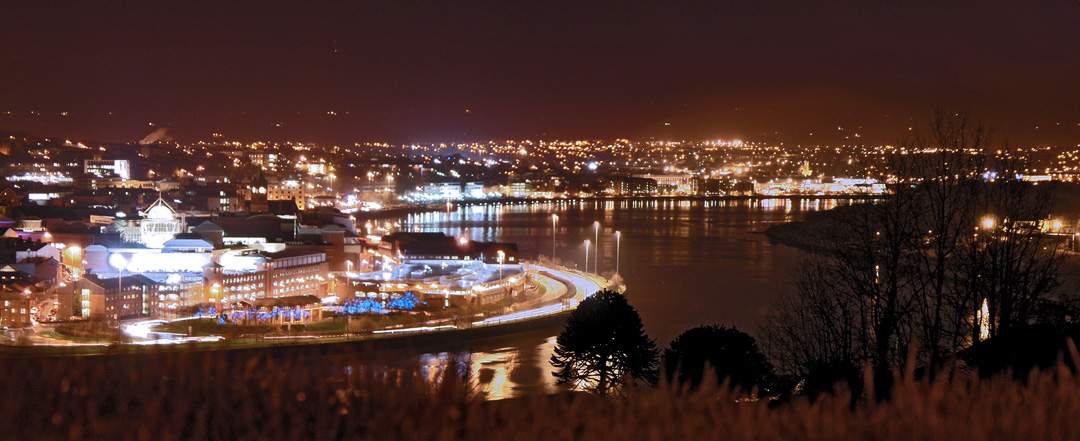
Floden Foyle på natten.

Foyle är en flod i Nordirland. Floden rinner igenom grevskapet Londonderry och ut i Lough Foyle, en vik av Atlanten vid staden Derry (Londonderry).
Namnet Foyle kan även syfta på viken Lough Foyle där floden mynnar.